# دانی تویا
دانی تویا (انگلیسی: Donny Toia؛ زادهٔ ۲۸ مهٔ ۱۹۹۲) بازیکن فوتبال اهل ایالات متحده آمریکا است.
از باشگاه‌هایی که در آن بازی کرده‌است می‌توان به باشگاه فوتبال رئال سالت لیک، باشگاه فوتبال چیواس یواس‌ای، باشگاه فوتبال اورلاندو سیتی، و باشگاه فوتبال مونترال اشاره کرد.
وی همچنین در تیم‌های ملی فوتبال United States men's national under-18 soccer team و United States men's national under-20 soccer team بازی کرده‌است.